# 比翁納西峰

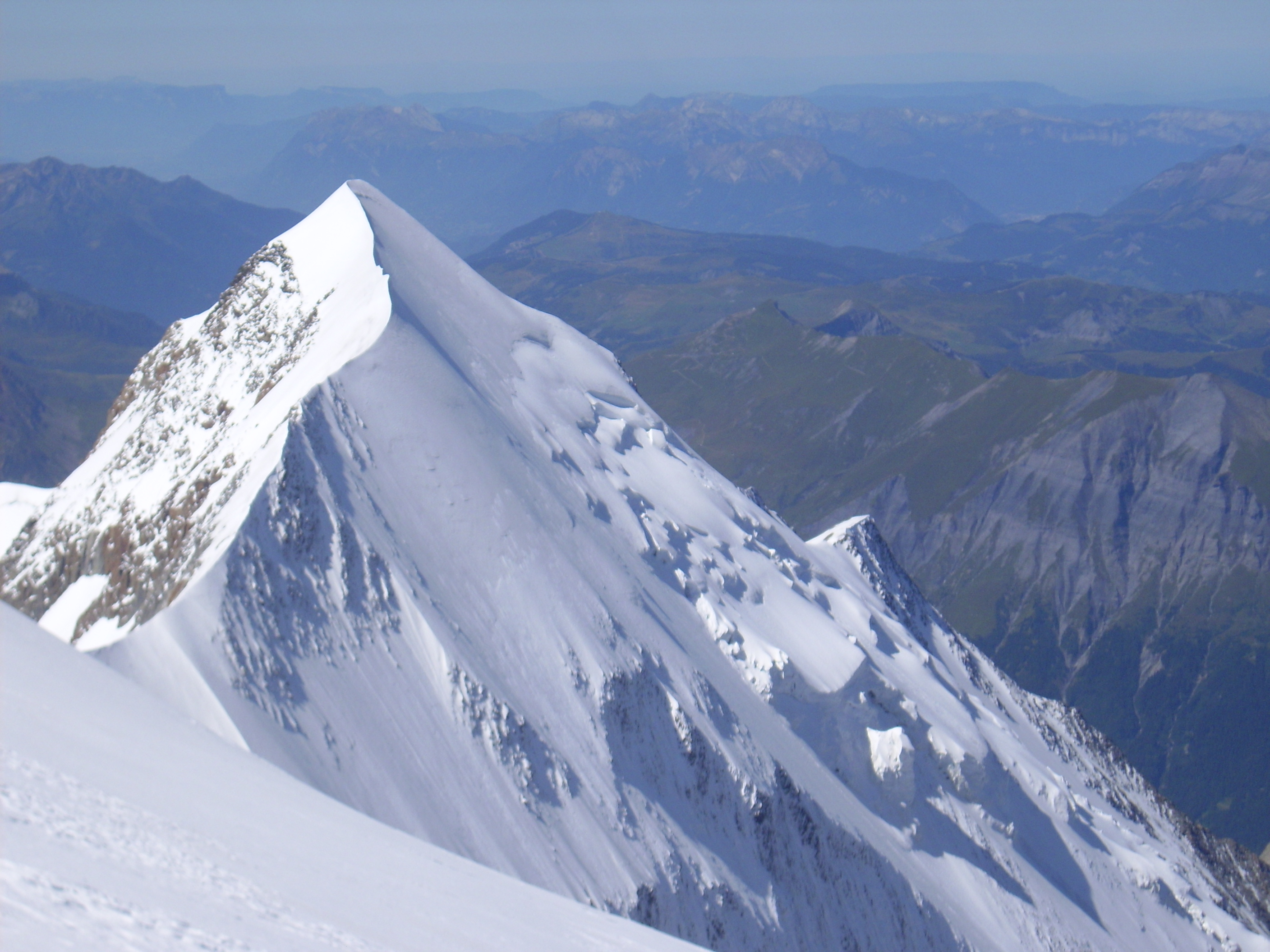

45°50′09″N 06°49′05″E / 45.83583°N 6.81806°E
比翁納西峰（法語：Aiguille de Bionnassay），是西歐的山峰，位於法國和意大利接壤的邊境，由羅納-阿爾卑斯大區和瓦萊達奧斯塔大區負責管轄，屬於勃朗峰的一部分，海拔高度4,052米。